# Поставщик Двора Его Императорского Величества
Поставщик Двора Его Императорского Величества — почётное звание ряда торговых марок в Российской империи.

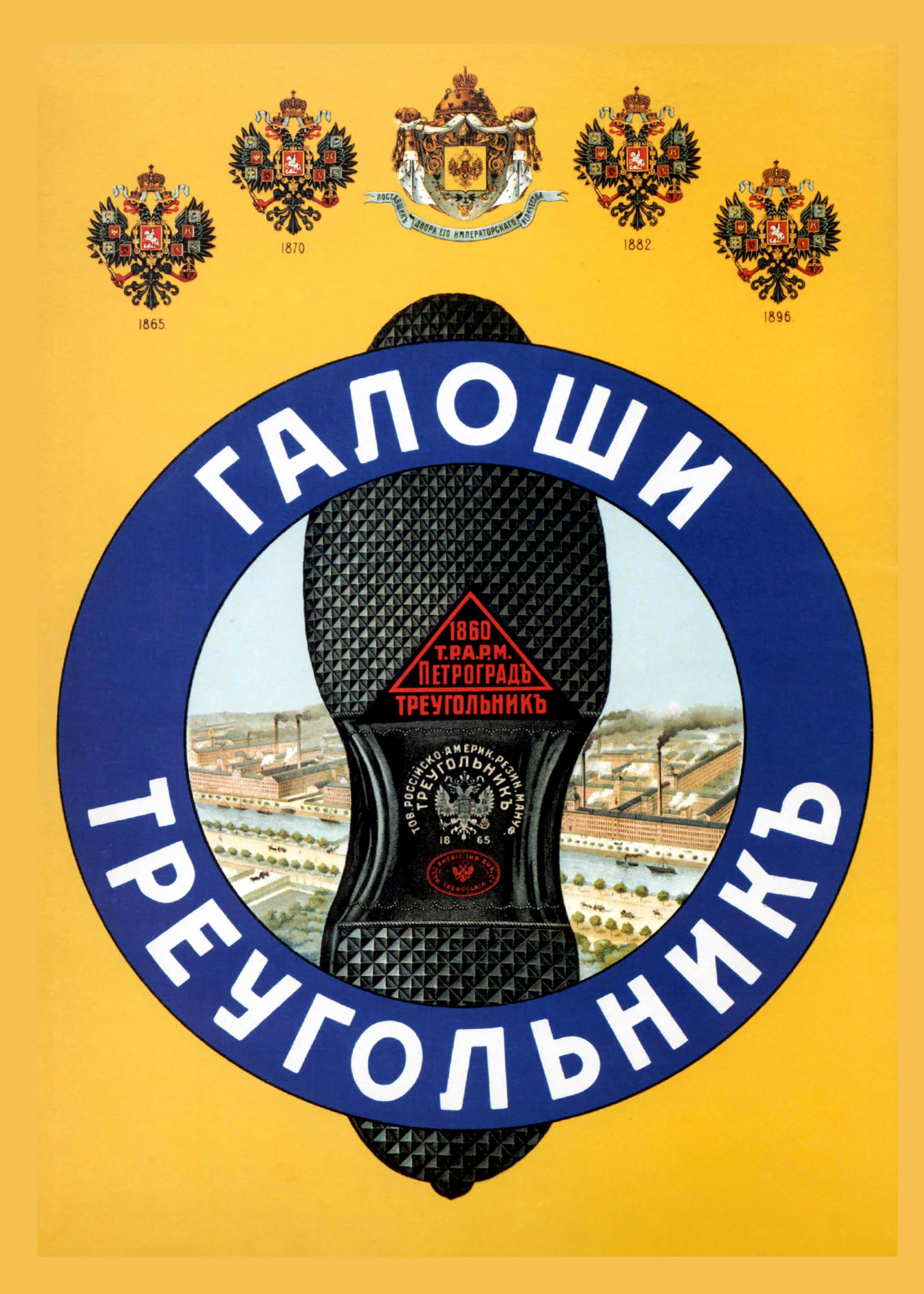
Рекламный плакат с галошами, производимыми на фабрике «Треугольник». Поставщик двора Его Императорского Величества. Петроград, начало XX века.

## Характеристика

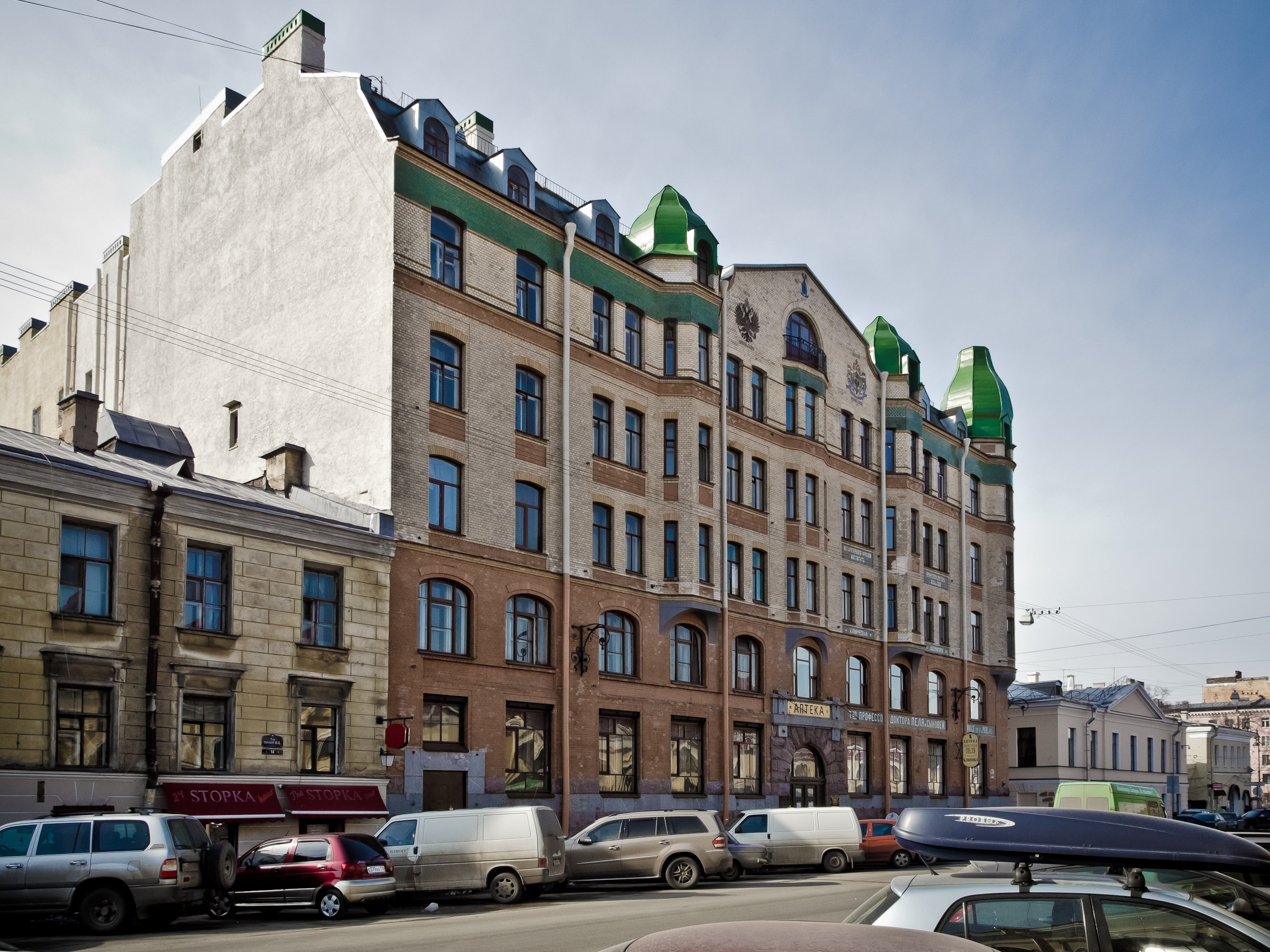
Здание Аптеки Пеля в Петербурге с гербами; справа знак поставщика двора

Практика поставок товаров к царскому двору существовала с XVI века. Отвечал за эти поставки Дворцовый приказ. Ту или иную продукцию поставляли конкретные села. Село (или слобода), поставляющая ко Двору, освобождалось от оброка (налога). Помимо этого, назначалась определенная плата.
В 1824 году купцы, постоянно поставлявшие товары ко двору, получают право именоваться «Поставщик Двора Его Императорского Величества».
В 1856 году Александр II вводит почётное звание «Поставщик Высочайшего Двора и Великокняжеских Дворов», утверждает регламент и вид знака. В марте 1856 года было принято постановление, согласно которому художники, поставщики, ремесленники и фабрики, взаимодействующие с Двором императора и императрицы имели право размещать государственный герб. Поставщики Великих князей и княгинь должны были иметь на вывеске государственный герб, но с инициалами Великих князей.
В 1862 году министр финансов послал запрос министру императорского двора о том, что многие фирмы размещают на вывесках государственный герб, не имея на это право. Было дано разъяснение, согласно которому «по принятому с Министерством Императорского Двора порядку, употребление государственного герба на вывесках и изделиях разрешается фабрикантам, художникам и ремесленникам, которые поставляли приготовляемые ими предметы к Высочайшему Двору, или исполняли заказы для Двора в продолжении 8 и 10 лет, а тем из них, которые поставляют свои изделия ко дворам Великих князей и Великих княгинь, дозволяется употреблять вензелевое изображение имен их Императорских Высочеств».
В 1866 году в записке от Министерства императорского двора на имя директора Придворной певческой капеллы было разъяснено, что звание поставщика не передается по наследству и дается только на время поставки.
В 1881 году было принято постановление, согласно которому поставщики цесаревича автоматически признавались Поставщиками Двора.
До 1895 года поставщики императрицы автоматически признавались поставщиками Двора Его Императорского Величества, после — поставщиками Двора императрицы.
На 1901 это звание присваивалось канцелярией Министерства Императорского Двора по прошениям поставщиков дважды в год, на Пасху и Рождество по прошению самих фирм.
Для получения такого звания, которое само по себе означало серьёзную рекламу, требовалось соблюдение ряда условий: добросовестные поставки двору «по сравнительно малым ценам» товаров или работ собственного производства в течение 8-10 лет, участвовать в промышленных выставках, не иметь рекламаций от потребителей и т. д. Звание поставщика Двора присваивалось не предприятию, а владельцу лично, в случае смены владельца новому владельцу либо наследнику требовалось получать звание заново. Звание давалось только на период поставок.
В 1901 году был разработан новый знак поставщика Двора. Под щитом была размещена лента, на которой было указано, кому из представителей императорской фамилии поставляются товары или услуги, также указывался год получения звания.
Всего на начало XX века насчитывалось 30-40 компаний, имевших такое звание. Производитель коньяков Шустов Н. Л. добивался этого статуса в общей сложности 38 лет. Другими известными поставщиками двора был прародитель марки Smirnoff, Смирнов П. А., производитель шоколада Теодор Эйнем, основатель фабрики «Эйнем» (см. кондитерская фабрика «Красный Октябрь»), кондитерское заведение Абрикосова (см. кондитерская фабрика Бабаева), производитель швейных машин «Зингер», производители автомобилей Руссо-Балт и «Мерседес», ювелирный дом Фаберже, гастроном Елисеевский, производители часов Павел Буре, Tissot и Breguet.
В 1906 году в переписке Министерства Императорского двора было разъяснено, что поставщик должен был предоставлять преимущественно товары собственного производства. При этом, в случае высочайшего разрешения, звание могло передаваться как по наследству, так и при продаже фирмы — к новым владельцам.
Если поставщик оказывал услуги, не поставляя товаров, на вывесках разрешалось размещать надпись «За работы по Двору Его Императорского Величества».
На 1915 год 50 % поставщиков двора являлись производителями одежды, обуви, парфюмерии, посуды, продуктов питания и напитков, мебели. 20 % были иностранцами, причём 12 % иностранных поставщиков приходились на родной город императрицы Дармштадт, ещё 12 % на родной для вдовствующей императрицы Копенгаген. При этом на нелюбимые императрицей города Германии приходилось гораздо меньше поставщиков: Берлин 8 %, Франкфурт-на-Майне 7 %, и всего 2 % приходилось на Мюнхен.
После прихода к власти большевиков бывшие поставщики императорского двора подверглись национализации, многие производства остановились. «Зингер» возобновил работу в 1923 году под маркой «Госшвеймашина», затем — Подольский механический завод. Основатель марки «Смирнов» эмигрировал во Францию, после чего распространилось французское написание бренда (Smirnoff), а производство автомобилей «Руссо-Балт» прекратилось.
Звание Поставщика Двора Его Императорского Величества было отменено в 1922 году.

### Знак
В 1901 году было утверждено новое изображение знака Поставщика. Под щитом размещалась лента, на которой указывался статус поставщика («Высочайшего Двора» — «Поставщика Двора Его ИМПЕРАТОРСКОГО Величества», «Императрицы Марии Федоровны», «Императрицы Александры Федоровны» или Великих князей и княгинь). Указывался год присвоения звания, выдавалось и специальное удостоверение из Канцелярии Министерства Императорского Двора, с цветным изображением знака.

## Список
| # А Б В Г Д Е Ё Ж З И К Л М Н О П Р С Т У Ф Х Ц Ч Ш Щ Э Ю Я |

| # A B C D E F G H I J K L M N O P Q R S T U V W X Y Z |

Указанный год — время получения звания.

### А
- Аболинг Иван — фильтрующие аппараты (1904 г.)
- Абрикосов, Алексей Иванович — Товарищество А. И. Абрикосова Сыновей (1898 г.)
- Абросимов Дмитрий — серебряные изделия (1871 г.)
- Абросимов Петр — серебряные изделия (1881 г.)
- Абросимов Семен с сыном — столярная и позолотная мастерская (1903 г.)
- Агадышев Василий (Ялта) — парикмахер (1896 г.)
- Адетяров Адбул-Сатдар — кумыс (1903 г.)
- Айман Филипп — музыкальные инструменты (1903 г.)
- Айтчисон, Джеймс (Эдинбург) — ювелир (1898 г.)
- Акимов Семен — русское кучерское платье (1903 г.)
- Александр (Париж) — веера (1872 г.)
- Александровский Иван — фотограф (1880 г.)
- Алексеев Иван — столярные работы (1898 г.)
- Алещева Ольга — предметы электрического освещения (1905 г.)
- Альберт Иосиф (Мюнхен) — фотограф (1865 г.)
- Альбер Христофор — кареты(1856 г.)
- Альтер Людвиг (Дармштадт) (1897 г.)
- Амиди Иван — табак (1860 г.)
- Ампунджи Осип — мука (1879 г.)
- Андерсен Петр (Копенгаген) — фруктовые и бакалейные товары (1907 г.)
- Андреевы Наталья, Алексей, Андрей — башмаки (1877 г.)
- Андреевы Александра и Маргарита Алексеевны и Собашникова, торгующие под фирмою «М. Л. Королев в Москве» — обувь (1912 г.)
- Аргиропуло и Ишервуд (Каир) — табак (1895 г.)
- Ардиссон Луи (Канн) — аптека (1880 г.)
- Артёмовский ликёро-водочный завод
- Архипов Федор — мыловаренный завод (1898)
- Ахапкин Николай — позолотные работы (1902 г.)

### Б
- «Бавария», пивоваренный завод[4].
- Бавастро, Александра — чистка и окраска материй (с 1896 г.)
- Бальсенк, Евгений (фирма «Морисон и Фроманто)» — перчатки (с 1896 г.)
- Предприятие по производству стекла и хрусталя — завод Бахметьевых[5]
- Барелла, Генрих (Берлин) — оружие (1869 г.)
- Барош, Петр — футлярная мастерская (1856 г.)
- Баташев Иван — металлические приборы (1855)
- Бауэр, Л. — поставка винной продукции (1882 г.)[6]
- Бахман Иоган (под фирмой «Дрегер и Ко») — хромолитография (1856 г.)
- Бахман, Роберт (Москва) — литографическое заведение (с 1896 г.)
- Беккер К. и Ю. (Варшава) — ружья (с 1881 г.)
- Беккер, Якоб — «Фабрика роялей Якоб Беккер» (с 1867 г.)
- Бекман, Г. — поставка винной продукции[7]
- Белкин, Сергей — меховые изделия (с 1875 г.)
- Белоусов, Иван — белье (с 1869 г.)
- Бенсон (Лондон) — ювелир (с 1876 г.)
- Бергамаско Карл — фотограф (с 1881 г.)
- Бергер Гуго (Берлин) — портной (с 1863 г.)
- Бернард Матвей — ноты (с 1868 г.)
- Бертран Эдуард (Канн) — мебель (с 1880 г.)
- Бессель, Василий — ноты (с 1881 г.)
- Бехнер (Париж) — портной (с 1867 г.)
- Бехштейн, Карл — фортепьяно (с 1896 г.)
- Бирк и Расмуссен (Копенгаген) — ювелир (с 1881 г.)
- Бирнбек Федор (Мюнхен) — резчик (с 1857 г.)
- Благодарев, Апполинарий — строительные материалы (с 1896 г.)
- Блок, Юлий (Ж. Блок) — металлические изделия (1893 г.)
- Блум, Юхан — ювелир
- Богданов, Василий — портной (с 1867 г.)
- Боговольская, Натали (Варшава) — модистка (с 1867 г.)
- Богосов, Саркиз —табак (с 1857 г.)
- Богуславский Александр (Лондон) — табак (с 1895 г.)
- Бонне, Тома (Париж (с 1856 г.)
- Болин, Кристаф-Андреас — придворный ювелир[8].
- Бонанц, Фридрих — часы. (1881 г.).
- Бок, Карл Иванович — Торговый дом мастера-ювелира К. Бока[5]
- Борман, Григорий Николаевич — кондитер, «Жорж Борман». См. Харьковская кондитерская фабрика, совр. Бисквит-Шоколад.
- М. П. Бородина и комп. — торговый дом; канцелярские принадлежности; владельцы: Россет Феликс Феликсович и жена его Россет Елизавета Павловна (с 1905)
- Ботта, Горацио — скульптор (с 1888 г.)
- Брейтгарт, Жюль — модный магазин (с 1879 г.)
- Брейтигам, Карл — каретный мастер (с 1867 г.)
- Брейтигам, Иван — каретный фабрикант (с 1882 г.)
- Брелье, Федор (Гамбург) — провизия (с 1884 г.)
- Брикс, Гельмут (торгующий под фирмой «C.R. Evers et Cie» — (с 1896 г.)
- Брюно, братья — башмачники (с 1869 г.)
- Буис (Буи) , Луи - купец 2-й гильдии, придворный парфюмер - ( с 1821 года )[8].
- Буре, Павел Карлович — торговый дом «Павел Буре»; часы (с 1884 года)
- Бутц, Фридрих-Даниель — ювелир[8] (с 1881 г.)
- Брокар, Генрих  (Андрей) Афанасьевич — французский подданный, фабрикант, поставщик парфюмерных изделий - (с 1874 г.), Брокар, Александр, директор распорядитель товарищества парфюмерного производства  "Брокар и Ко" - (с 1913 г.) [5][8]
- Брейтфус, Людвиг — ювелир. 1859[8].

### В
- Верфель, Карл — художественная бронза и камнерезные фигуры (с 1895 г.)[9].
- А. И. Вильборг — типография
- К. И. Винклер — художественно-строительно-слесарный завод
- Товарищество М. О. Вольф — типография
- Мануфактура Ф. М. Варыпаева[2]
- В. Я. Вульф — чай, торговый дом «В. Высоцкий и К°»
- Вальян, Жан и Ж. де Виль — ювелирная фирма[8].
- Верховцев, Сергей — фабрика по производству декоративно-прикладных изделий из золота и серебра (10 (22) октября 1871 г.)[10][11].

### Г
- Гарднер, Франц Яковлевич — фарфор (при Екатерине II). Совр. Фарфор Вербилок
- Товарищество Р. Голике и А. Вилборга — издательство и полиграфия
- Голицын, Лев Сергеевич, Производство шампанских вин Л. С. Голицина[5]. Совр. Новый Свет (завод), Винодельческий комбинат «Массандра» и т. п.
- Товарищество по продаже чая «А. С. Губкин и А. Г. Кузнецов»[5]
- И. С. Губкин — посуда
- Гусевской хрустальный завод
- Гребенщиков — фарфор
- Ган, Карл — ювелир. С 1902[8].
- Генрихсен, Эмилий — ювелир. С 1902[8].
- Герке, Александр Фёдорович — фабрикант, химик, парфюмер. С 1859 года.[12]

### Д
- Депре — торговля вином[4].
- Дранков, Александр Осипович — фотограф
- Торговый дом «Михаил и Федор Дутиковы» — железно-скобяные товары[5]

### Е
- Торговый дом «Братья Елисеевы»[5]. С 1874. См. Елисеевский магазин
- Еникеев А. Н. — фруктовые конфеты. С 1870 года[13].

### З
- Айзек Зингер. В 1902 году в Подольске заработал завод, выпускавший машины с русифицированным логотипом «Зингеръ».
- Зефтинген, Леопольд — ювелир. С 1857[8].

### И
- Петр Ильин — каретный мастер. Совр. Гидромаш
- Императорский стекольный завод в Петербурге[5]
- Императорский фарфоровый завод[5]

### К
- Калинкинское пивоваренное товарищество[4].
- Кебке, Генрих — текстиль
- Кейбель, Иоганн Вильгельм — ювелир[8].
- Кизлярский коньячный завод — производитель алкогольных напитков[14][15]
- Кирхнер, Отто Францевич — основатель фабрики «Светоч».
- Товарищество мануфактур И. Коновалова[5]
- Товарищество торговли Русскими мануфактурными товарами Д. П. Котляревского
- Товарищество стеклянных заводов «Братья Н. и И. Костеревы»
- Фердинанд Краузкопф — резиновая продукция. См. Красный Треугольник (завод))
- Кузнецов, Матвей Сидорович — фарфор (с 1902). См. Товарищество производства фарфоровых и фаянсовых изделий М. С. Кузнецова (заводы: ныне Дулёвский фарфоровый завод, Конаковский фаянсовый завод, Первомайский фарфоровый завод и т. п.)
- Фабрично-торговое общество братьев Крестовниковых — мануфактура. Совр. Нэфис.
- Товарищество обойной фабрики «Е. Кротова с сыновьями»[5]
- Товарищество табачной фабрики Я. С. Кушнарева[5]
- Карлсон, Пауль — белье[8].
- Кехли, Фридрих — придворный ювелир[8].
- Камеррер, Генрих Вильгельм — придворный ювелир[8].
- «Каррингтон и Ко» — ювелир[8].

### Л
- «Ландрин» — кондитерская фабрика[4]
- Левенсон А.А. — типография. Звание получено за печать коронационных меню Николая II[16].

### М
- Акционерное общество Мальцевских заводов — локомобили, стекло — хрусталь
- Производство шорных (кожа, войлок) изделий Н. Ф. Массалитина[5]
- Мельцер, Иоганн Фридрих (Фёдор Андреевич) — мебель (при Александре III)
- «Викула Морозов, Коншин и сыновья»
- Мюльбах, Фёдор Михайлович — музыкальные инструменты
- Мюллер, Юлий — дорожные вещи[8].

### Н
- Найденовы — хлебобулочные изделия.
- Невалайнен, Андерс — ювелир.
- Нордквист, Фридрих Николай — товары; медные вещи;
- Мануфактурное производство шелка А. Н. Ниссена[5]
- Машиностроительный завод «Людвиг Нобель», концерн Бранобель[5]
- "Норденштрем Н." - изготовление военных мундиров (с 1895 года)

### О
- Овчинников, Павел Акимович — Товарищество ювелирных изделий Овчинникова[5] 1865[8].
- Колокольное товарищество П. И. Оловянишникова[5]
- Оцуп Александр Адольфович — фотограф
- Оцуп Иосиф Адольфович — фотограф
- «Оловянишникова И. П. сыновья». Иконы, колокола, церковная утварь.

### П
- Аптека Пеля, Пель, Александр Васильевич. С 1871.
- Путиловский литейный завод[5]
- Постников Андрей Михайлович — ювелир. С 1902[8].

### Р
- Товарищество высшей парфюмерии «А.Ралле и К.»[5] Ралле - (с 1855 г.) Ралле, Альфонс и Ко, товарищество - (с 1897 г.)[8]
- Товарищество мануфактур П. М. Рябушинского с сыновьями[5]
- «Руссо-Балт» — отдел автомобилей Русско-Балтийского вагонного завода[17]

### С
- Товарищество Табачной фабрики Саатчи и Мангуби
- Сазиков, ювелирная фирма. С 1837[18].
- Самедовы А., Б., А. Ковры[8].
- Сараджев, Д. С. — производитель коньяка[4].
- Пётр Смирнов (алкогольная фирма)
- «А. Сиу и К» — совр. Большевик (кондитерская фабрика)
- Фабрика наждачных и точильных и полировочных изделий Н. Н. Струка[5]
- Сытин, Иван Дмитриевич — Товарищество печатания, издательства и книжной торговли И. Д. Сытина[5]
- Сорокоумовский Петр Павлович, меховой завод — Торговый дом Петра Сорокоумовского
- Соколов, Александр — ювелир[8].

### Т
- Тонет, Михаэль, фирма «Братья Тонет». Мебель
- Тульский оружейный завод[5]

### Р
- «А. Ралле и Ко» — парфюмерия

### Ф
- Фабрика ювелирных изделий К. Фаберже[5]. Имела звание придворного ювелира[8].
- Филиппов, Иван Максимович — булочник
- Фишер, Фридрих — шляпы[8].
- Фокин, Петр — военные вещи[8].

### Х
- Хамовнический пивоваренный завод — пиво.
- Хлебников, Иван Петрович — ювелир[18].

### Ц
- Циммерман, Юлиус Генрих — музыкальные инструменты

### Ш
- Шаф — холодное оружие (преимущественно сабли)[19]
- Швабе — оптика и хирургические инструменты[20].
- Шустов, Николай Леонтьевич — коньяк. Совр. Ереванский коньячный завод
- Штритер — Спиртоочистительные, водочные и ликерные заводы Штритера[5]

### Щ
- А. Щербаков, И. Ф. Ятес — бумага. См. Успенская бумажная фабрика (упр. 1994)

### Э
- Фирма Эдуардъ — фалеристика (изготовление орденов и медалей)
- Эйнем, Фердинанд Теодор — Товарищество шоколада и чайных изделий паровой фабрики конфет Эйнем[5]. С 1913. Совр. Красный Октябрь (кондитерская фабрика)

### Я
- Иисакки Ярвенпяя (Iisakki Järvenpää) — ножи-пуукко, с 1888
- Яковлев П.Д. — экипажи
- Яннаш — придворный ювелир[8].

### B
- Breguet — часы

### C
- Chopard — часы

### D
- Daimler Motoren Gesellschaft — автомобили[21]

### L
- Louis Roederer (рус. Луи Редерер, Луи Рёдерер) — шампанское

### M
- Michelin (рус. «Мишлен и К°») — автомобильные шины[22]

### T
- Tissot — часы